# Diocèse de San Martín
Le diocèse de San Martín (en latin : Dioecesis Foromartiniensis ; en espagnol : Diócesis de San Martín) est un diocèse de l'Église catholique en Argentine, suffragant de l'archidiocèse de Buenos Aires.

## Territoire
Il comprend les deux arrondissement de General San Martín et Tres de Febrero de la province de Buenos Aires ce qui correspond à un territoire d'une superficie de 102 km2 divisé en 40 paroisses. 
Le siège épiscopal est dans la ville de San Martín où se trouve la cathédrale de Jésus-Bon-Pasteur. À Santos Lugares (es), le sanctuaire de Notre-Dame-de-Lourdes possède une église et une réplique de la grotte de Lourdes construites par les assomptionnistes qui est un lieu de pèlerinage très fréquenté,.

## Historique
Le diocèse est érigé le 10 avril 1961 par la constitution apostolique Hispanae linguae du pape Jean XXIII en prenant sur le territoire des diocèses de Morón et de San Isidro.
Il cède une portion de son territoire le 11 juillet 1978 pour l'érection du diocèse de San Miguel.
Par la lettre apostolique Beatam Mariam du 22 mars 1980, le pape Jean-Paul II confirme que la Vierge Marie vénérée sous le vocable de Notre-Dame de Lourdes est la patronne principale du diocèse et saint Joseph Travailleur est le patron secondaire.

## Évêques
- Manuel Menéndez (12 juin 1961 - 16 juillet 1991)
- Luis Héctor Villalba (16 juillet 1991 - 8 juillet 1999), nommé archevêque de Tucumán
- Raúl Omar Rossi (22 février 2000 - 2 février 2003)
- Guillermo Rodríguez Melgarejo (30 mai 2003 - 15 juin 2018)
- Miguel Ángel D'Annibale (15 juin 2018 - 14 avril 2020)
- Martín Fassi, depuis le 5 décembre 2020